# Ostrea (bateau)
L’Ostrea, l'huître en latin, est un remorqueur lourd qui a été utilisé pour la construction de l'Oosterscheldekering, province de Zélande dans le cadre du plan Delta.
Le barrage comporte 65 piliers. Chacun a été construit sur l'île artificielle Neeltje Jans, en cale sèche. Une fois achevé la parcelle du site était mise en eau et l’Ostrea venait chercher le pilier achevé pour le positionner définitivement dans la bouche de l’Escaut. La tolérance de la mise en place était de l’ordre du centimètre, d'autres vaisseaux le guidaient.
L’Ostrea a été construit par la Rotterdam Drydock Company pour un montant d'environ 72 millions de dollars. C'était un navire de levage en forme de U avec deux portiques, l'un de 24, l'autre de 36 mètres de haut; ce dernier était plus élevé parce que le bateau devait enjamber le pilier qui était ensuite transporté entre les deux. Les dimensions  du navire était d'environ 89 × 47 mètres. L'espace  de levage était d'environ 70 × 22 mètres. La levée était effectué par quatre treuils reliés à un cinquième de 315 kW. La capacité de l’Ostrea était de 10 000 tonnes. Chaque pilier pesait 18 000 tonnes, mais étant en grande partie immergé, grâce à la poussée d'Archimède son poids relatif était moindre et il pouvait être déplacé, mais ne devait pas toucher le fond. Le navire était propulsé par quatre hélices.
Le premier pilier a été posé le 11 août 1983, le dernier en 1984. Le remorqueur étant construit spécialement pour ces travaux, il ne pouvait guère avoir autre application. En 1987, il a été placé quelque temps dans un dock à Rotterdam, puis a été acheté par Smit International BV et Van Splunder Fondation. Finalement, en 1989, il a été décidé de le démonter. Les treuils ont été réutilisés sur le remorqueur Svanen (nl).